# Phoui Sananikone
Phoui Sananikone (em laociano:  ຜຸຍ ຊະນະນິກອນ; 6 de setembro de 1903, Laos - 4 de dezembro de 1983, Paris), conhecido localmente como Phagna Houakhong (em laociano:  ພຍາຫົວຂອງ), foi um político laociano e serviu como primeiro-ministro do Reino do Laos de 1950 a 1951 e de 1958 a 1959. Desde que entrou para o serviço governamental, ocupou praticamente todas as posições de destaque no gabinete do Laos. A maior parte de seu trabalho como político concentrava-se na independência e soberania do Laos no Sudeste Asiático, especialmente no que diz respeito à política de neutralidade para o Ocidente durante o auge das Guerras da Indochina.
Phoui Sananikone nasceu em Vientiane em uma das famílias mais proeminentes do Laos, no sentido político, econômico e social. Ele se formou no Colégio Pavie em 1923 antes de ingressar no serviço público colonial como secretário na résidence supérieure no Laos. Após seu excelente desempenho, onde obteve a nota mais alta em testes competitivos semelhantes a concursos públicos, foi nomeado administrador distrital. Em seguida, em 1941, foi nomeado governador (Chao Khoueng) da província de Houakhong (conhecida como Haut Mékong ou província de Luang Namtha) e mais tarde alcançou a mais alta hierarquia administrativa com o posto de classe especial de Chao Khoueng.
Sua carreira política começou durante os conturbados anos do pós-guerra em janeiro de 1947 como Ministro da Educação, Saúde e Bem-Estar Social no Governo Real do Laos, onde foi eleito representante de Pakse e se tornou o primeiro presidente da Assembleia Nacional do Laos no mesmo ano.  Ele participou das negociações anteriores à assinatura da Convenção Geral Franco-Laosiana de 1949, pela qual o Laos se tornou um Estado Associado da Indochina dentro da União Francesa. Foi reeleito presidente até 1950, onde renunciou ao cargo depois que o rei do Laos, Sisavang Vong, o encarregou de formar um gabinete. Nessa função, como primeiro-ministro e ministro da Defesa, chefiou a delegação do Laos na Conferência de Pau em junho de 1950. Foi durante esse ano que ele e outros ex-membros do Lao Issara fundaram o Partido Independente, que mais tarde se fundiu com o Partido Nacionalista para concorrer a eleição, onde se tornou primeiro-ministro eleito em seu segundo mandato em agosto de 1958.
Phoui sucedeu Souvanna Phouma e formou um novo gabinete com o apoio dos membros do Comitê de Defesa dos Interesses Nacionais (CDIN). Após assumir o cargo, Sananikone e seus ministros deslocaram a política laociana para a direita, dissolveram a Assembleia Nacional e condenaram a trégua de Genebra de 1954. Também foram feitas tentativas de dispersar e neutralizar o Pathet Lao, cujos guerrilheiros haviam sido integrados ao Exército Real do Laos alguns meses antes. Phoui renunciou sob pressão militar da direita e entregou todo o poder ao general Phoumi Nosavan, chefe do Exército Real.
Foi reeleito Presidente da Assembleia Nacional de 1963 a 1965, e de 1968 a 1974. Em maio de 1975 partiu para a França após a tomada do poder pelos comunistas. Em setembro daquele ano foi condenado à morte à revelia. Ele morreu em Paris, aos 80 anos.